# Дыкель, Божена
Боже́на Дыке́ль (пол. Bożena Dykiel, род. 26 августа 1948, Грабово, Подляское воеводство) — польская актриса театра и кино, певица, телеведущая.

## Биография
Божена Дыкель родилась 26 августа 1948 года в Грабове (Подляское воеводство). Актёрское образование получила в Государственной высшей театральной школе в Варшаве, которую окончила в 1971 году. Играла в студенческом театре Studencki Teatr Satyryków (STS). По приглашению Адама Ханушкевича принята в Польский театр в Варшаве, где служила до пожара в театре в 1985 году.
Занята свободным творчеством. Актриса различных театров в Варшаве.
Прославилась ролью в спектакле «Балладина» (Balladyna) в неоднозначной постановке Ханушкевича в 1974 году по произведению Юлиуша Словацкого.
Приобрела большую популярность благодаря рекламе Pur — средства для мытья посуды. «Разве это не увлекательно? Ведь если ты хочешь вырастить крылья, ты должен броситься со скалы».

## Избранная фильмография
- 1972 — «Свадьба» / «Wesele» — Кася
- 1973 — «Яношик» / «Janosik (телесериал)
- 1974 — «Повышение» / «Awans — Мальвина
- 1974 — «Земля обетованная» / «Ziemia obiecana — Мада Мюллер
- 1976 — «Брюнет вечерней порой» / «Brunet wieczorową porą» — Анна Роман, жена Михала
- 1978 — «Ярославна, королева Франции» (СССР) — королева Доброгнева
- 1980 — «Контракт» / «Kontrakt» — Эва
- 1981 — «Знахарь» / «Znachor» — Соня
- 1981 — «Война миров. Следующее столетие» / «Wojna światów – następne stulecie» — медсестра, берущая кровь
- 1981 — «Человек из железа» / «Człowiek z żelaza» — кадровик
- 1982 — «Аварийный выход» / «Wyjście awaryjne» — Ядвига Коленда, начальник гмины
- 1983 — «Альтернативы 4» / «Alternatywy 4» (телесериал)
- 1985 — «Женщина из провинции» / «Kobieta z prowincji» — Ядзька, сестра Андзи
- 1986 — «Га, га. Слава героям» / «Ga, ga. Chwała bohaterom» — хозяйка дома для героев
- 1987 — «Доложи, 07» / «07 zgłoś się» (телесериал) — Боженка, барменша в закусочной (только в 20-й серии)
- 1987 — «Баллада о Янушике» / «Ballada o Januszku» (телесериал) — руководительница заводской столовой
- 1988 — «Бесы» / «Les Possédés» (Франция) — Виргинская
- 1990 — «Торговец» / «Kramarz» — хозяйка
- 1990 — «Декалог 7»
- 1992 — «Холостяцкая жизнь на чужбине» / «Kawalerskie życie na obczyźnie» — фрау Лютер
- 1995 — «Ничего смешного» / «Nic śmiesznego» — стоматолог сверлящая зубы Адама
- 2002 — «День психа» / «Dzień świra» — соседка Адама

## Личная жизнь[2]
Муж: Ришард Кирейчик (родился 12 января 1944 года)
Дети: Мария (1979) и София (1981)

## Признание
- Бронзовый Крест Заслуги (1979).
- Серебряная Медаль «За заслуги в культуре Gloria Artis» (2014).